# Лучка (Тернопольская область)
Лучка (укр. Лучка) — село в Великоберезовицкой поселковой общине Тернопольского района Тернопольской области Украины.
Население по переписи 2001 года составляло 807 человек. Почтовый индекс — 47732. Телефонный код — 352.